# Sergia challengeri
Sergia challengeri är en kräftdjursart som först beskrevs av Hansen 1903.  Sergia challengeri ingår i släktet Sergia och familjen Sergestidae. Inga underarter finns listade i Catalogue of Life.